# Rissnekyrkan
Rissnekyrkan är en evangelisk kyrka i Sundbybergs kommun. Den byggdes på 1980-talet i samband med att bostadsområdet Rissne skapades. Det var ursprungligen en baptistkyrka, och församlingen blev 2011 medlem i Equmeniakyrkan.